# Asherton
Asherton es una ciudad ubicada en el condado de Dimmit en el estado estadounidense de Texas. En el Censo de 2010 tenía una población de 1.084 habitantes y una densidad poblacional de 512,28 personas por km².

## Geografía
Asherton se encuentra ubicada en las coordenadas 28°26′46″N 99°45′37″O / 28.44611, -99.76028. Según la Oficina del Censo de los Estados Unidos, Asherton tiene una superficie total de 2.12 km², de la cual 2.12 km² corresponden a tierra firme y (0%) 0 km² es agua.

## Demografía
Según el censo de 2010, había 1.084 personas residiendo en Asherton. La densidad de población era de 512,28 hab./km². De los 1.084 habitantes, Asherton estaba compuesto por el 90.22% blancos, el 0.83% eran afroamericanos, el 0.28% eran amerindios, el 0% eran asiáticos, el 0% eran isleños del Pacífico, el 7.29% eran de otras razas y el 1.38% pertenecían a dos o más razas. Del total de la población el 92.9% eran hispanos o latinos de cualquier raza.